# Nuuk Stadium
Il Nuuk Stadium (in danese Nuuk Stadion) è uno stadio di calcio sito a Nuuk, capitale della Groenlandia, dotato di 2 000 posti.
Unico campo della capitale groenlandese, i suoi usi e benefici sono divisi tra le formazioni del B-67 e i concittadini del Nuuk IL.
L'impianto fino alla metà degli anni 2010 presentava una superficie in terra, senza presentare i requisiti specifici della catalogazione UEFA e FIFA sui campi. Solamente nel luglio 2016 la federcalcio groenlandese ha avviato avviato un processo di ristrutturazione che ha munito l'impianto di manto erboso artificiale, conforme alla catalogazione vigente degli organi calcistici europei e internazionali.
Tuttavia l'impianto non può essere sede di incontri internazionali o continentali per via della mancanza di tribune, coperture e servizi essenziali che pregiudicano l'affiliazione della federazione calcistica groenlandese alla UEFA o alla CONCACAF.

## Altri usi dell'impianto
L'impianto è utilizzato oltre ai match calcistici per eventi di intrattenimento. Il 2 novembre del 2007 la rock band scozzese Nazareth ha tenuto qui il proprio concerto con Love Hurts; nell'aprile 2011 invece l'impianto ha ricevuto la visita di Suzi Quatro, cantautrice americana.